# Фауцес

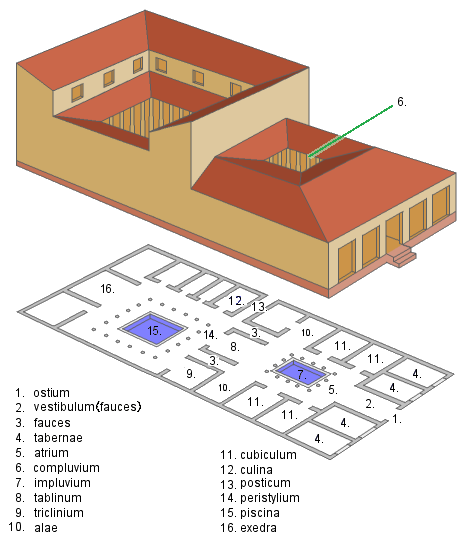
Схема давньоримського будинку. Фауцеси позначені цифрами 2 і 3

Фа́уцес (лат. faucēs, букв. — «зів») — вузький прохід у давньоримському будинку-домусі. Два фауцеси влаштовувалися обабіч таблінію для проходу з атріуму в перистиль (згідно з Вітрувієм), також так називався вестибулум (передпокій для проходу з вулиці до атріуму).